# Сергий (Соколов, Иван Иванович)
Епископ Сергий (в миру Иван Иванович Соколов; 1844, село Извольское, Смоленская губерния — 24 августа 1893) — епископ Русской православной церкви, епископ Черниговский и Нежинский, духовный писатель.

## Биография
Сын священника Смоленской епархии.
В 1864 году окончил Смоленскую духовную семинарию, был назначен учителем Бельского духовного училища, исполнял обязанности смотрителя.
Овдовев, он поступил в Московскую духовную академию, которую окончил в 1876 году со степенью магистранта.
Преподавал в Подольской духовной семинарии. Вскоре переведён в Московскую духовную академию на кафедру истории Восточной церкви.
С 19 сентября 1877 года — доцент Московской духовной академии.
6 августа 1883 года пострижен в монашество, 7 августа рукоположён во иеродиакона, а 8 августа рукоположён во иеромонаха.
2 февраля 1884 года возведён в сан архимандрита и назначен ректором Могилёвской духовной семинарии.
С 16 ноября 1887 года — ректор Пензенской духовной семинарии.
11 мая 1888 года хиротонисан во епископа Чебоксарского, викария Казанской епархии. Хиротония состоялась в Казанском Благовещенском соборе.
В конце 1890 и начале 1891 годов временно управлял Самарской епархией на время болезни епископа Серафима.
С 2 февраля 1891 года — епископ Новгород-Северский, викарий Черниговской епархии.
С сентября 1892 — январь 1893 годах откомандирован в Архангельск, где временно управлял епархией в связи с болезнью Александра (Закке-Заккиса).
С 26 марта 1893 года — епископ Черниговский и Нежинский.
Во время продолжительной болезни каждый день приобщался Святых Христовых Тайн.
Скончался 24 августа 1893 года и был погребён в Троицко-Ильинском монастыре.

## Сочинения
- «Влияние протестантизма в России в XVI и XVII веках» («Православное Обозрение», 1879, книга 11)
- «Отношение протестантизма к России в XVI и XVII веках» (Москва, 1880, магистерская диссертация)
- «Влияние протестантизма на умственное и нравственное состояние Юго-Западной России» («Чтения в обществе любителей духовного просвещения», 1880, часть 1)
- «К вопросу об отношениях протестантизма к России в XVI и XVII веках» (ib., 1882, часть III)
- «Чем должен бы разрешиться современный вопрос о соединении церквей?» («Прибавления к Творениям святых отцов», 1886, часть XXXVII, книга 2)
- «Речь при наречении его во епископа Чебоксарского». // «Православной Собеседник» 1888, май, с. 9-16.
- «Начало христианства в Черниговской области» (Чернигов, 1892)
- «Московский благовещенский священник Сильвестр как государственный деятель» («Чтения в Императорском Обществе Истории и Древностей», 1893, книга I).